# انتخابات سراسری نیجر (۲۰۲۰)
انتخابات سراسری نیجر (انگلیسی: 2020 Nigerien general election) در ۲۷ دسامبر ۲۰۲۰ به منظور انتخاب رئیس‌جمهور و اعضای مجلس ملی برگزار شد. ازآنجا که هیچ نامزد ریاست جمهوری اکثریت آرا را به دست نیاورد، دور دوم انتخابات در ۲۱ فوریه ۲۰۲۱برگزار شد. محمد بازوم در دور دوم با کسب ۵۵/۵۷٪ آرا برنده اعلام شد.

## تاریخچه
رئیس‌جمهور فعلی، محمدو ایسوفو پس از پایان دومین دوره ریاست‌جمهوری خود برای شرکت در انتخابات ۲۰۲۱ علناً خواستار کناره‌گیری شد و زمینه را برای اولین انتقال قدرت بالقوه مسالمت‌آمیز کشور از زمان استقلال هموار کرد.
برای شرکت در این انتخابات ۴۱ نامزد متقاضی شرکت در انتخابات ریاست‌جمهوری شدند، اما از این میان تنها ۳۰ نفر پذیرفته شدند. حما عامادو، نامزد حزب اصلی مخالف (جنبش دموکراتیک نیجر برای یک فدراسیون آفریقایی) که در میان یازده کاندیدی که نامزدی ایشان مردود شد، قرار داشت. علت مردود شدن وی حبس قبلی او در یک پرونده قاچاق نوزاد بود، با این حال درخواست بررسی وی توسط دادگاه قانون اساسی رد شد. عامادو که در انتخابات ۲۰۱۶ نفر سوم شد و همچنین در انتخابات ۲۰۱۱ دوم شده بود همه اتهامات را رد کرد و ادعا نمود که انگیزه‌های سیاسی پشت اتهامات وجود داشته است.

## نظام انتخاباتی
نظام انتخاباتی نیجر، نظام انتخاباتی دومرحله‌ای است. اگر در مرحله اول انتخابات هیچ نامزدی اکثریت را به دست نیاورد، مرحله دوم انتخابات برگزار خواهد شد که در ۲۱ فوریه ۲۰۲۱ انجام شد.
در این انتخابات ۱۷۱ عضو مجلس نمایندگان به دو روش انتخاب خواهند شد. ۱۵۸ کرسی مجلس نمایندگان قانونگذاری از طریق هفت حوزه انتخاباتی که در مناطق نیامی قرار دارند و دارای هشت حوزه انتخابیه چند عضوی هستند انتخاب می‌شوند. هشت کرسی به اقلیت‌های ملی تعلق دارد و ۵ کرسی هم به شهروندان نیجر که در خارج از کشور ساکن هستند اختصاص دارد. انتخابات مجلس نمایندگان از طریق رأی‌گیری نخست‌گزینی تعیین می‌شود.

## نتایج
دور اول انتخابات منجر به پیشگامی محمد بازوم با ۳۹/۳۳٪ آرا شد، در حالی‌که رئیس‌جمهور پیشین ماهامان عثمان با ۱۶/۹۹٪ دوم شد.
در ۲۱ فوریه مرحله دوم انتخابات برای تعیین رئیس‌جمهور برگزار شد.
در ۲۳ فوریه، کمیسیون مستقل انتخابات ملی (CÉNI) اعلام کرد که محمد بازوم، وزیر کشور سابق و نامزد حزب حاکم، با پیروزی در دور دوم با کسب ۵۵/۷۵٪ آرا برنده انتخابات ریاست‌جمهوری نیجر شد. «این نتایج موقت بایستی برای تجزیه و تحلیل نهایی به دادگاه قانون اساسی ارائه شود.»